# عبدالباقی یزدی
عبدالباقی یزدی، نجیب‌زاده‌ی ایرانی و سومین شخصی بود که در مقام وکیل خاص (نایب‌السلطنه) امپراتوری صفوی خدمت کرد. 

## زندگینامه
عبدالباقی، بومی یزد و فرزند نعیم الدین نعمت الله ثانی و از تبار شاه نعمت الله بنیان‌گذار طریقت نعمت‌اللهی بود. در اوایل قرن شانزدهم، عبدالباقی جانشین پدر خود در مقام رهبر طریقت نعمت‌اللهی شد. بعداً در سال ۱۵۱۱، عبدالباقی در مراسمی در اردوگاه حاکم صفوی اسماعیل اول (سلطنت ۱۵۰۱-۱۵۲۴) شرکت کرد. 
یک سال بعد، عبدالباقی زیر نظر وکیل نجم ثانی به کار در آمد اما جناب وکیل تنها پس از چند ماه در خراسان به‌دست ازبک‌ها کشته شد. پس اسماعیل اول، عبدالباقی را به عنوان وکیل جدید منصوب کرد. عبدالباقی در نبرد چالدران در ۱۵۱۴ مشارکت کرد، اما صفویان با این وجود مغلوب شدند و خود عبدالباقی کشته شد. عنوان وکیل پس از او به ایرانی دیگری به نام میرزا شاه حسین اصفهانی رسید که همسر مورد علاقه اسماعیل را که در جنگ مفقود شده بود به او باز گرداند.
عبدالباقی فرزندی به نام میر عبدالباقی یزدی (متوفی ۱۵۶۴) داشت که وقتی تهماسب اول پسر اسماعیل در سال ۱۵۲۴ بر تخت صفوی نشست او را به ولایت یزد منصوب کرد. وی همچنین بعداً در سال ۳۶-۱۵۳۵ با یکی از خواهران تهماسب ازدواج کرد، که از وی دختری به دنیا آمد که بعدها با اسماعیل دوم پسر تهماسب ازدواج کرد.